# 安-卡特琳·林森霍夫
安-卡特琳·林森霍夫（德語：Ann-Kathrin Linsenhoff，1960年8月1日—），德国女子马术运动员。她曾代表西德参加1988年夏季奥林匹克运动会马术比赛，获得团体盛装舞步赛金牌。